# 莫汉·拜迪亚
莫汉·拜迪亚（Mohan Vaidya，或Mohan Baidya），或译为巴迪亚、拜德亚，更知名的名字是基兰（Kiran），是尼泊尔革命者。尼泊尔共产党（火炬）成立时，拜迪亚是其领导人。2012年6月，基兰脱离尼共（毛），成立尼泊尔共产党－毛主义，后合并到尼泊尔共产党（革命毛主义）。2023年5月1日，尼泊尔共产党（革命毛主义）与尼泊尔共产党（多数派）（分裂自尼泊尔共产党 (2014年)）合并为尼泊尔革命共产党，基兰任主席。